# Modelli di sigaretta elettronica

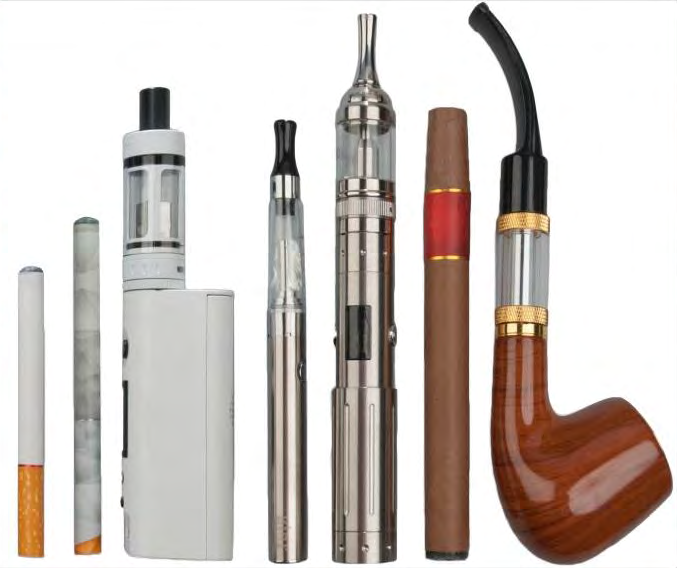
Vari modelli di sigaretta elettronica

Esistono svariate tipologie e combinazioni di sigaretta elettronica. Ma tutte quante sono riconducibili a due grandi macrofamiglie: meccaniche ed elettroniche.

## Descrizione e tipologie

### Sigarette di tipo meccanico
Le sigarette di tipo meccanico consistono in un semplice tubo di materiale metallico, plastico o di altra tipologia che ha la funzione di ospitare una batteria, generalmente agli ioni di litio (il modello 18650 è il più diffuso), e nella maggior parte dei casi sono dotate esclusivamente di un bottone per chiudere il circuito ed alimentare l'atomizzatore. Quest'ultimo viene avvitato ad una estremità del tubo ed ospita una resistenza (generalmente una bobina di filo metallico) circondata da un materiale (solitamente cotone) capace di trasportare il liquido per capillarità. Quando il circuito viene chiuso una tensione è applicata alla bobina, ed il passaggio di corrente all'interno della stessa genera una quantità di calore variabile a seconda della tensione generata dalla batteria e alla resistenza della bobina stessa, e per Effetto Joule quest'ultima si riscalderà e vaporizzerà il liquido, permettendo all'utilizzatore di inalarlo.
Le sigarette di tipo meccanico si dividono in meccaniche, meccaniche bf e tubi. 
Le meccaniche sono box mod prive di circuito con contatto diretto tra batteria e lamelle di contatto (argento o rame) dove sulla parte superiore viene avvitato su un connettore 510 anche chiamata tazza l'atomizzatore.
Le meccaniche bottom feeder (tra le più famose ci sono Frankenskull (prodotto di nicchia del settore non vendute di solito nei negozi ma sono solo per un pubblico di pochi eletti) e le più commerciali (Galactika Mod che si trovano in tutti i migliori negozi di sigaretta elettronica). Sono box sempre a lamelle ma queste sono caratterizzate da una boccetta che serve per caricare il liquido nell'atomizzatore. La ricarica del liquido non avverrà quindi come di consueto, ma premendo la boccetta che è all'interno grazie a un tubicino collegato al connettore 510 che questa volta avrà un pin forato permetterà di raggiungere l'atomizzatore e ricaricare il dripper per andare poi a svapare.

### Sigaretta di tipo elettronico
Le sigarette di tipo elettronico, a differenza di quelle meccaniche, presentano un circuito interposto tra batteria e atomizzatore che ha lo scopo di modulare la tensione applicata alla resistenza a seconda delle preferenze dell'utilizzatore. Il circuito spesso ha anche funzione di ricarica della batteria e di protezione da corto-circuiti, sovraccarichi e cattivo utilizzo dello strumento. Attraverso il circuito è possibile scegliere la potenza dissipata dalla resistenza, la tensione applicata ad essa, è possibile mantenere il vapore emesso ad una temperatura prestabilita, oltre a funzioni aggiuntive come contare il numero di attivazioni ed i secondi di attivazione dell'atomizzatore.

## A tensione variabile
Questa tipologia ha un'alimentazione a tensione regolabile, di solito da 3,5 a 5 Volt per adattarla alle esigenze dell'utilizzatore. Minore sarà la tensione maggiore sarà la percezione degli aromi a scapito del calore del vapore e viceversa.